# 内华达 (爱荷华州)
内华达（Nevada）是美国艾奥瓦州斯托里县的城市，是斯托里县的县城。 美国2010年人口普查时人口为6798人，多于2000年人口普查的6588人。它也是埃姆斯大都会统计区的一部分，这是埃姆斯-布恩组合统计区域的一部分。内华达以西八英里是埃姆斯（和爱荷华州立大学），人口大得多。 尽管如此，内华达州是所有斯托里县办事处所在的县城。 城市名称的发音与同名的州不同。